# Nunciatura apostólica en Francia
La Nunciatura apostólica en la República Francesa es la embajada de la Santa Sede en Francia. Es una oficina diplomática de la Santa Sede, cuyo representante se llama Nuncio apostólico y tiene rango de embajador.
El nuncio apostólico en Francia desde el 11 de enero de 2020 es el italiano Celestino Migliore, nombrado por el Papa Francisco.

## Historia
Previo al establecimiento de la nunciatura apostólica, hubo 3 delegados apostólicos a lo largo del siglo XV sin mucha continuidad: Niccolò Albergati (de febrero de 1422 a agosto de 1423); Pietro del Monte (de 1441 a 1444); y Stefano Nardini (de 1467 a 1468).
La Nunciatura apostólica en Francia propiamente dicha tiene su origen en el siglo XVI, casi a la par que el galicanismo, con el nombramiento del genovés Carlo Domenico del Carretto como nuncio apostólico en 1503 en reemplazo de Giovanni Ferreri, delegado apostólico de 1500 a 1503. No se sabe exactamente cuánto duró en el cargo, aunque Julio II lo nombró cardenal en 1505. El siguiente nuncio sería nombrado en 1530, siendo Rodolfo Pio, italiano del Ducado de Módena bajo el Sacro Imperio, que ejerció el cargo apenas 6 meses antes de renunciar.
El tercer nuncio nombrado ya lo comenzó a ser de una lista continua de representantes de los entonces Estados Pontificios frente al Reino de Francia, fue el veneciano de Údine Michele della Torre, nombrado en octubre de 1547 y renunciando al puesto en 1550, tras lo que sería reemplazado por el milanés Antonio Trivulzio, que ejercería el cargo hasta que en 1556 fue nombrado nuncio apostólico en Venecia.
Así comenzaron a ser nombrados los distintos nuncios apostólicos de manera continua hasta la renuncia del milanés Antonio Dugnani que ejerció de nuncio desde el 18 de junio de 1785 hasta su renuncia en 1790 durante la Revolución francesa, en la que las nuevas autoridades francesas clausurarían la nunciatura apostólica.
No fue hasta 1817 que se recuperaría la nunciatura apostólica en Francia con el nombramiento del arzobispo veneciano Carlo Zen como nuncio apostólico en Francia el 22 de agosto, con la restauración borbónica en el país y el reinado de Luis XVIII.
Tras esta primera restauración de la nunciatura, esta se mantendría ininterrumpidamente hasta 1904, momento en el que se volvió a cerrar como respuesta a la tensión entre las relaciones diplomáticas de Francia y la Santa Sede con motivo de la redacción de la Ley francesa de separación de la Iglesia y el Estado de 1905.
En 1920 se restablecerían las relaciones y se reabriría la nunciatura situada en la calle Legendre del XVII distrito de París, aunque el nuevo nuncio no sería nombrado hasta el 21 de mayo de 1921. En 1923 la nunciatura se trasladaría al Barrio de los Invalides del VII distrito de París.
Actualmente la nunciatura se encuentra en el número 10 de la avenida del Presidente Wilson, en un antiguo demeure (residencia) parisino de Alberto I de Mónaco.

## Función
La Nunciatura Apostólica tiene como función informar, de modo estable y objetivo, a la Santa Sede sobre las condiciones de las arquidiócesis de Francia, diócesis, ordinariato militar, vicariatos apostólicos, órdenes y congregaciones religiosas que hacen vida en Francia, esto para ayudar, aconsejar y colaborar con las Conferencia de los Obispos de Francia y con cada uno de los obispos de la República Francesa, respetando naturalmente el ejercicio de la jurisdicción que le es propia; y una función diplomática, cuyo objeto es promover y favorecer las relaciones entre la Santa Sede y Francia, favoreciendo el diálogo entre todos los ciudadanos.

## Nuncios Apostólicos
Nuncios desde el siglo XXI
- Fortunato Baldelli (1999 - 2009)
- Luigi Ventura (2009 - 2019)
- Celestino Migliore (Desde el 11 de enero de 2020)